# Чемпионат Европы по конькобежному спорту 1906
Чемпионат Европы по конькобежному спорту 1906 года — 14-й чемпионат Европы, который прошёл 27 по 28 января в Давосе (Швейцария). Чемпионат проводился на четырёх дистанциях: 500 метров, 1500 метров, 5000 метров, 10000 метров. В соревнованиях принимали участие только мужчины — 6 конькобежцев из 5 стран. Впервые в истории чемпионатов Европы трёхкратным абсолютным чемпионом стал Рудольф Гундерсен (Норвегия).

## Результаты чемпионата
| место | спортсмен         | страна         | 500 м         | 1500 м     | 5000 м      | 10000 м     |
| ----- | ----------------- | -------------- | ------------- | ---------- | ----------- | ----------- |
| 1     | Рудольф Гундерсен | Норвегия       | 44,8 (РМ) (1) | 2.27,2 (1) | 9.09,4 (1)  | 18.55,2 (2) |
| (2)   | Франц Шиллинг     | Австрия        | 47,8 (2)      | 2.31,6 (2) | 9.17,6 (3)  | 19.06,4 (3) |
| (3)   | Коен де Конинг    | Нидерланды     | 48,4 (3)      | 2.32,6 (3) | 9.16,8 (2)  | 18.50,2 (1) |
| (4)   | Стивен Аша        | Великобритания | 56,4 (4)      | 2.49,4 (4) | 10.19,0 (4) | 21.09,0 (4) |
| Б/М   | Ричард Мусер      | Швейцария      | 57,0 Ф (5)    | 3.09,0 (5) | 11.31,8 (5) | –           |
| Б/М   | Альбин Рочат      | Швейцария      | 1.20,0 (6)    | –          | 12.08,8 (6) | –           |

## Рекорды мира
На чемпионате был установлен 1 рекорд мира на дистанции 500 метров.
| дата          | дистанция  | рекорд | спортсмен         | страна   |
| ------------- | ---------- | ------ | ----------------- | -------- |
| 27.01.1906 г. | 500 метров | 44,8   | Рудольф Гундерсен | Норвегия |

## Ссылка
Результаты конькобежного спорта с 1887 года и по наши дни, анг.